# 时尚

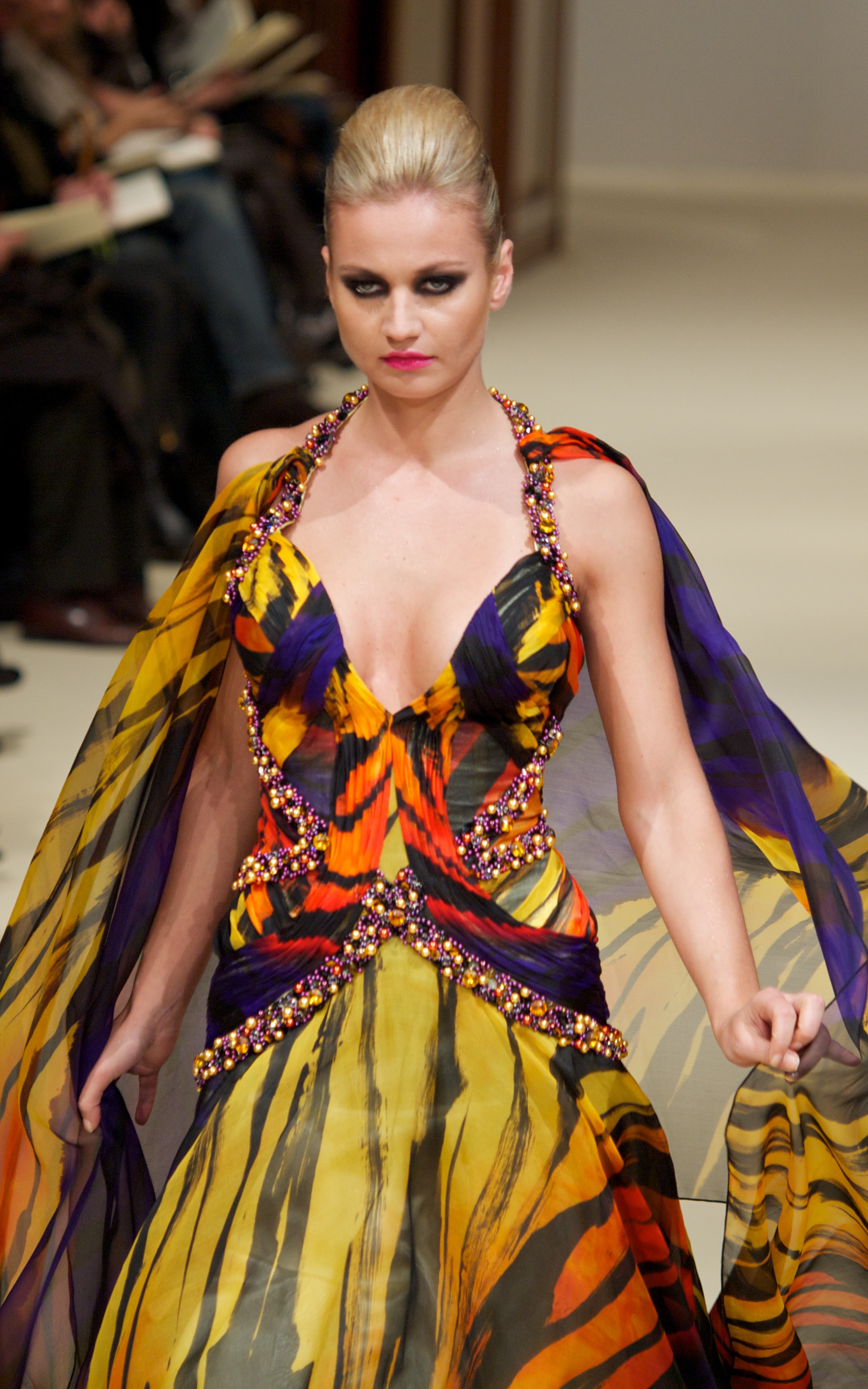
2011年，巴黎一位身着现代礼服的模特在高级时装秀上展示了当年的流行趋势

时尚（英語：fashion）又称时髦、潮流、摩登，是在特定时间和特定环境下的一种流行的美学表达，特别是在服装、鞋类、配饰、发型、化妆品、身材比例和生活方式等。虽然潮流往往意味着一种独特的审美表达，而且往往持续时间较短，但时尚是一种独特的、行业支持的表达方式，通常会与流行文化和时尚服装系列等联系在一起。
隨著低價消費品的大量生產以及全球化的出現，不少政治家、品牌及消費者已提出永續時尚的議題。

## 時尚產業

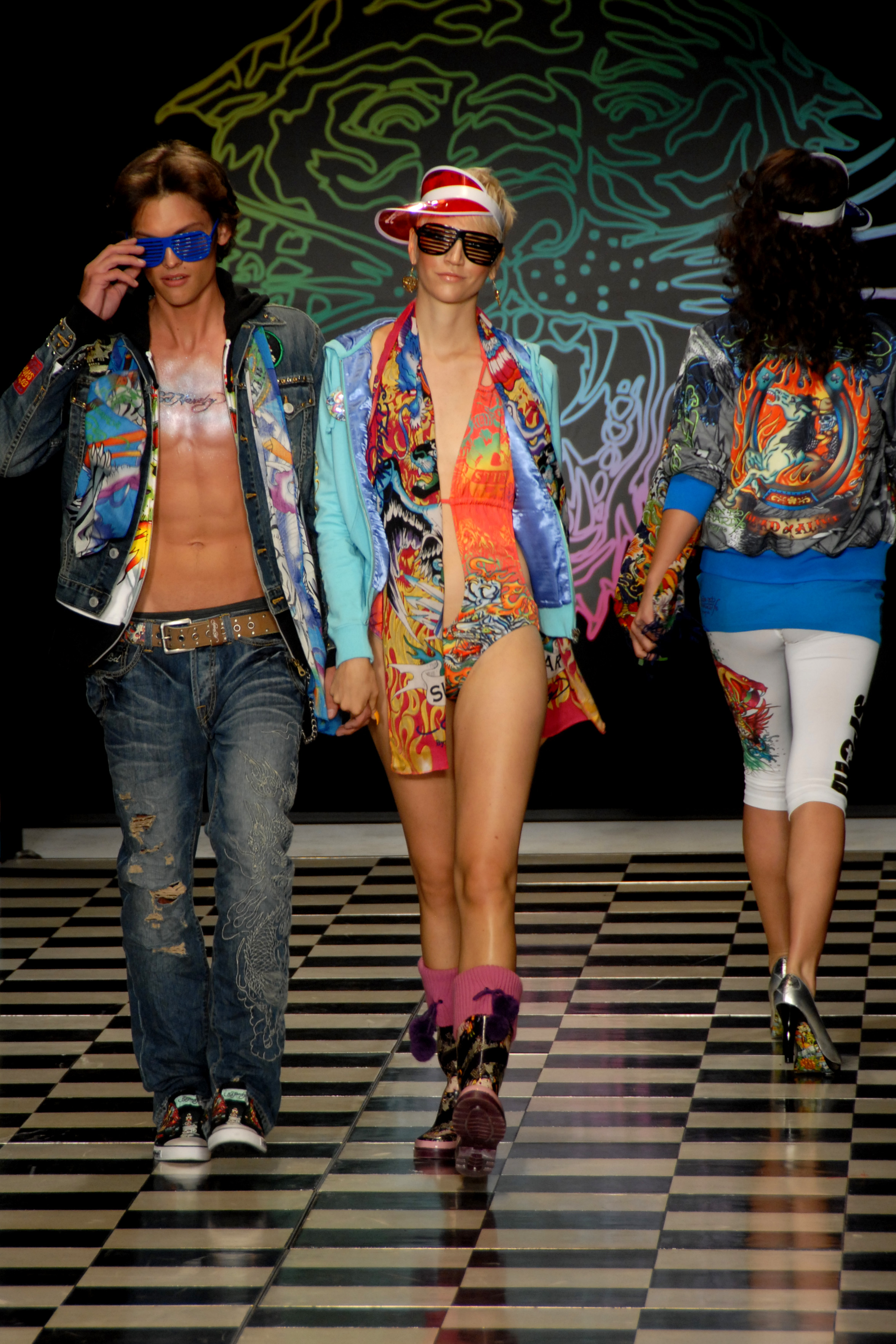
2008洛杉磯時尚週，伸展台上的時尚男女模特兒

全球時尚產業的概念是現代才有的產物。十九世紀中之前的服裝大部份都是定制品，可能是個人手工製作的，也可能是向裁縫訂購的。自從20世紀開始，隨著新技術的出現（例如縫紉機）、全球資本主義的興起、工廠生產系統及百貨商場的出現，服裝漸漸的變成大量生產，有固定尺寸以及固定金額的商品。
时尚產業最早是在歐洲及北美開始的，後來已成為國際化以及高度全球化的產業，服裝可能是在某個國家設計，在另一個國家生產，在全球銷售。例如，美國的時裝公司會向中國購買布料，在越南加工，最後服裝在義大利完成，送到美國的倉庫，再分銷到全球的商店。長久以來，时尚產業是美國雇用員工最多的產業之一，在21世紀也是如此。不過因為美國的製造業外移（特別是外移到中國），美國时尚產業員工顯著的減少。在國家經濟的資料時，時尚產業會被劃分在許多不同的產業區塊中，因此很難去精確統計纺织业及服裝產業的整體資訊。不過不論以哪一種統計方式，服業產業在全球經濟中佔了相當大的比例。
时尚產業包括以下四層的產業：
1. 相關原物料的製造，主要是纖維和紡織品，不過也包括皮草以及毛皮
2. 由設計師、製造商、承包商等製造時尚產品。
3. 零售銷售
4. 各種不同型式的廣告以及推廣。

以上的四層包括許多產業區塊，這些產業區塊各有不同，但又彼此相關。其中包括紡織品設計及製造、時尚設計及製造、時尚銷售、行銷及商品銷售、時裝表演、媒體及行銷。產業區塊的目的是要滿足客戶對於流行的需求，並且讓產業中參與的成員可以在過程中獲利。

## 時尚趨勢
時尚的趨勢會受到許多因素的影響，例如電影、名人、氣候、創造性探索、政治、經濟、社會以及技術因素等。有些這些因素的分析稱為PEST分析。時尚分析師可以用這些資訊來判斷特定的流行趨勢是成長或是痕退。

### 政治的影響

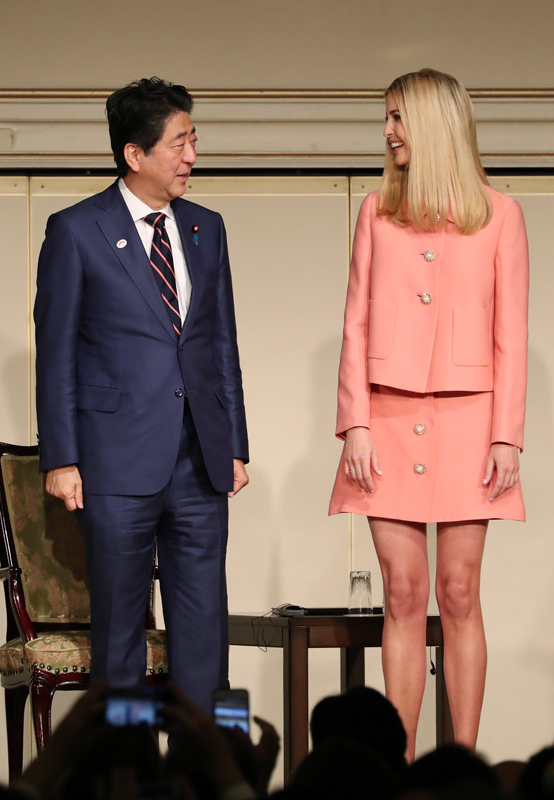
伊万卡·特朗普(右邊)和穿著西裝的日本內閣總理大臣安倍晋三，拍攝於2017年

在時尚的發展過程中，政治是其中重要的因素之一。例如1960年代的美國第一夫人杰奎琳·肯尼迪就是當時的時尚象徵，引領當時的時尚風潮。她不論穿著香奈兒套裝、紀梵希直筒連衣裙，或是有大鈕扣的卡西尼大衣，都顯出她優雅的品味，並且造成風潮。
而且，政治上的變化也會對時尚有所影響。例如在1960年代，經濟已漸漸富裕、離婚率上昇、政府核准复合口服避孕药上市。這些變化讓年輕的一代變的反叛。裙襬很高，露出腿部線條的迷你裙就是當時的時尚潮流之一。當時的時尚設計師可能也開始掌嘗試新的服裝款式，例如寬鬆的無袖衣、喇叭裙和喇叭袖等，最後迷你裙成為當時的流行。
另外，政治運動常和時尚趨勢之間有密切的關係。例如在越戰時，美國的年輕人開始了一個影響全美國的運動。年輕人的服裝時尚主要是螢光色的衣服、印花圖案、喇叭牛仔褲、流蘇背心和裙子，這成為1960年代抗議時的典型服裝。這個潮流稱為嬉皮，目前仍在影響時尚的潮流。

### 科技的影響
科技和現今世界的許多層面都有關係。科技對時尚產業的影響越來越明顯。先進科技以及新的發展都可能會改變時尚潮流，或是創造新的潮流。
像是可穿戴技术的新性技術已成為時尚的一個趨勢。持續會有相關的創新，例如在衣服上有太陽能電池，可以幫設備充電，或是智慧纖維可以依環境變化改變顏色或是材質，使穿著更加舒適。
時尚產業也看到3D打印對設計師（例如艾里斯·范·荷本及Kimberly Ovitz）的影響。他們已大量的實驗及開發3D列印的布品。當此技術繼續成長，設計師會更容易接觸及使用3D列表機，最後是消費者使用3D列表機製作自己的衣物，這可能會大幅的改變時尚產業。
像是線上零售及社交媒體平台等網路技術已經成為識別潮流、行銷並且立刻販售的方式之一。款式及潮流很容易在網路上傳播，吸引潮流引領者的注意。在Instagram或Facebook上的貼文可以快速增加時尚趨勢的能見度，也可能創造對特定產品或是趨勢的高度需求，最新的「buy now button」技術可以將這些款式連接到直接的銷售。
已經開發机器视觉技術來追蹤社會上流行的傳播方式。產業可以看出時尚秀和街頭時尚服裝之間的直接關聯。這些效果可以量化，提供時尚公司、設計師以及消費者有關潮流的寶貴回饋。
軍事科技也對時尚產業有很大的影響。衣服上的迷彩最早開發的目的是讓戰場上的士兵不會被敵軍發現。時裝上的迷彩潮流在1960年代出現，成為街頭衣飾的一部份，之後迷彩的服裝風潮曾多次消失，後來又再出現。在1990年代開始在高級時裝中出現。像是Valentino、Dior及Dolce & Gabbana等品牌都將迷彩結合到其伸展台以及成衣中。

### 社會的影響

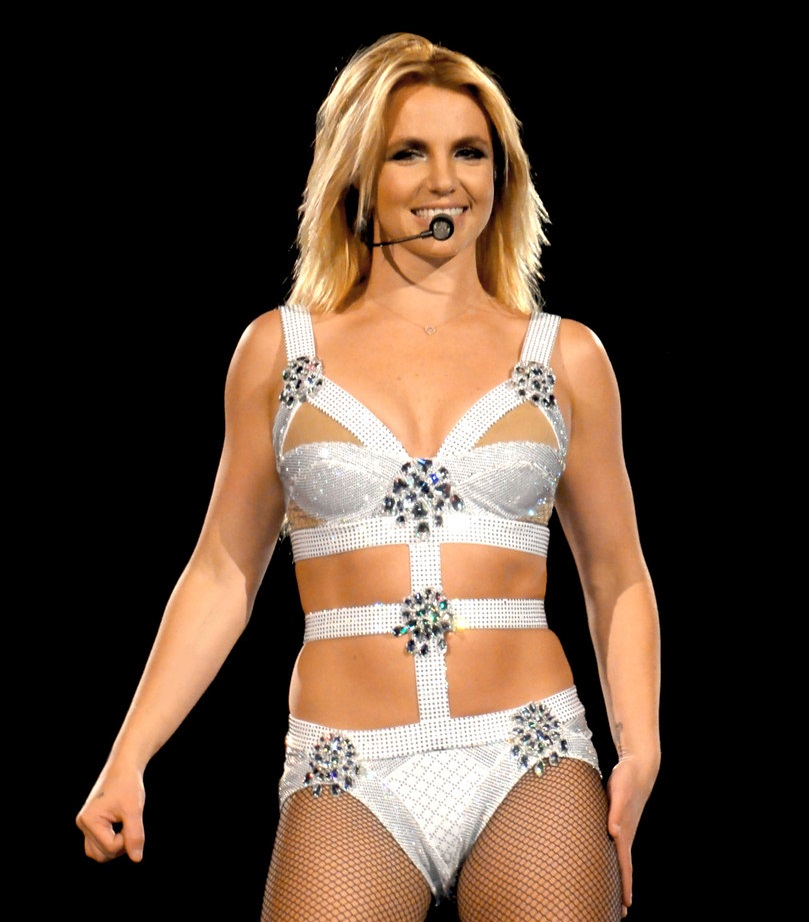
像布蘭妮·斯皮爾斯等名人開始了內衣外穿的潮流

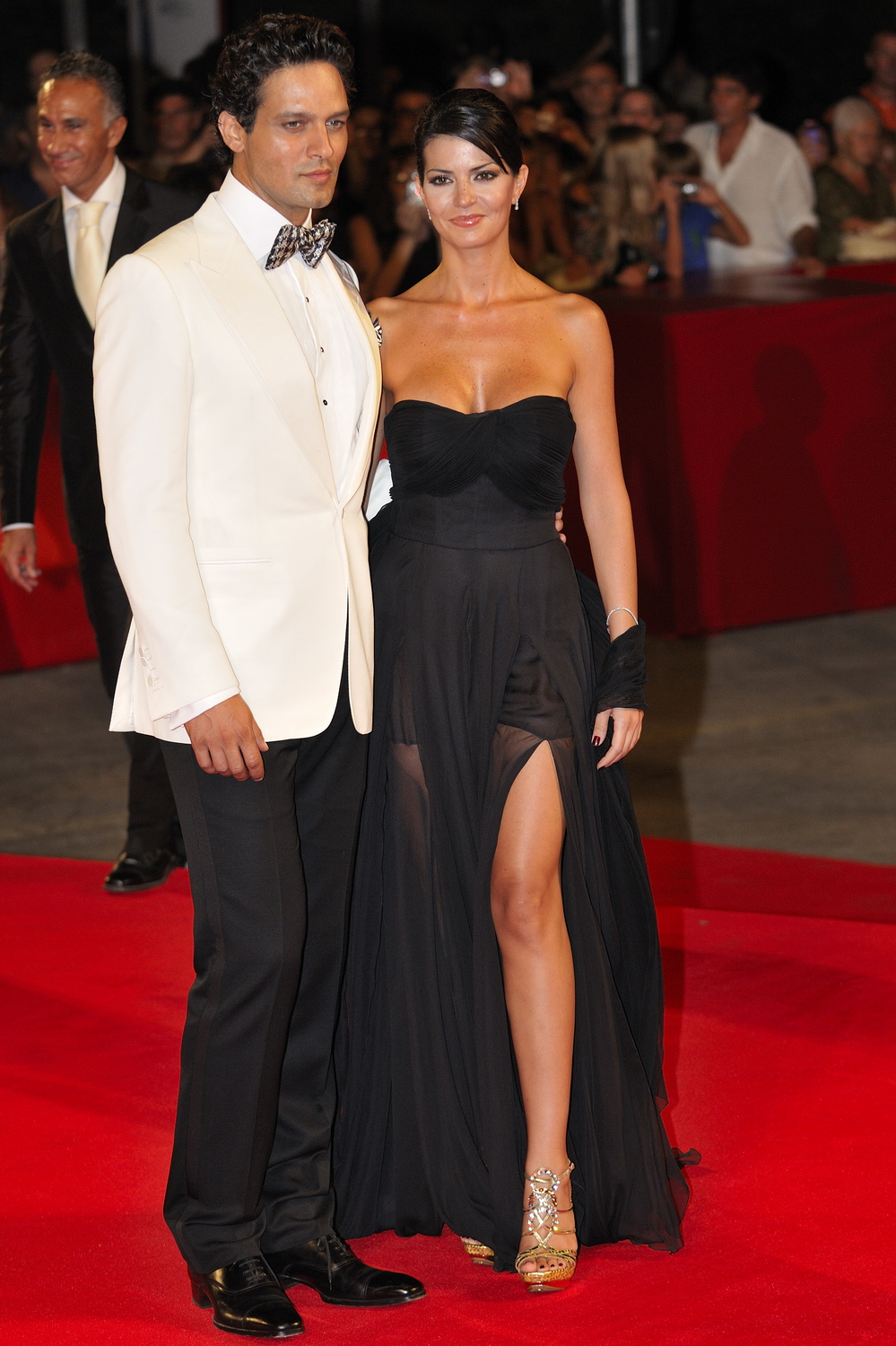
紅毯時尚：義大利演員Gabriel Garko和Laura Torrisi在2009年的威尼斯电影节穿著服裝設計師設計的禮服

時尚和社會以及環境的文化內涵有關。依照Matika的觀點「當個人的潮流和音樂型式喜好有關時，就已融合了流行文化旳元素在內……就和音樂、新聞以及文學一樣，時尚已融合到每天的生活中。」。不能將時尚看成是純美學的觀點，時尚也是表演者的媒介，以創造整體的氛圍，透過MV表達其意見。像Carlos就認為碧昂絲的MV Formation「這位流行巨星追溯到她克里奧爾式的根源，從後廢奴時代到今天，追溯路易斯安那州文化神經中心的根源。碧昂絲紀錄城市中有活力的風格演變，以及其動盪的歷史
。她在新奧爾良的警車上，穿著紅色及白色的高領連衣裙和作戰靴，坐在卡特里娜颶風的廢墟中，立刻置身在現代警察暴力以及種族議題的爭議中。」
時裝秀反映了時尚潮流以及設計師的想法。對於Vivienne Westwood之流的設計師，時裝秀是表達她對政治及當時事件看法的平台。Water認為，在Vivienne Westwood的AW15男裝時裝秀中「用嚴重瘀傷的模特兒表達要拯救地的環境戰士。」。另一個最近的例子是在香奈兒SS15時裝秀中的女權抗議遊行，參與的模特兒展示賦權相關的標語，例如「女士優先」或「女權主義但不女性化」，Water認為「這場時裝秀利用了香奈兒長久以來推動女性獨立的歷史：其創辦人可可·香奈兒是在第一次世界大戰後解放女性身體的開拓者，包括用silhouette來對抗拘束式的緊身胸衣，之後獲得好評。」

### 行銷

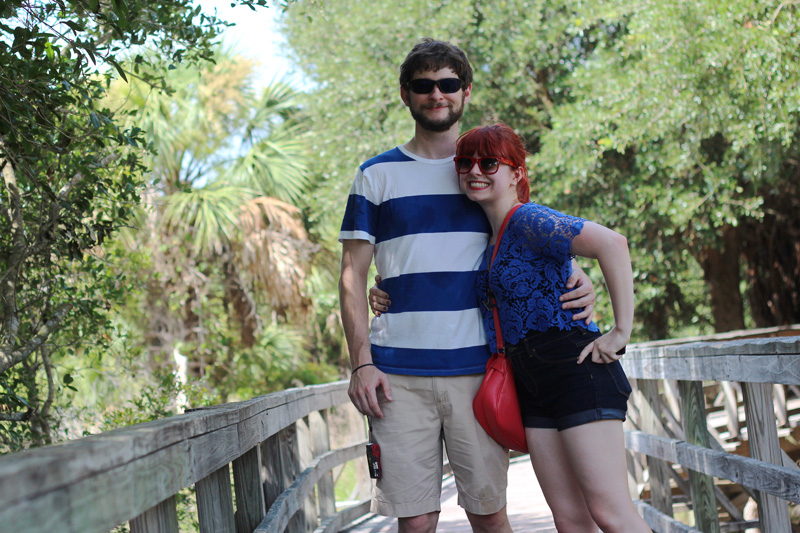
旅行中的情侶在坎伯蘭島穿著休閒服，2015年

不同族群的消費者，其需求也會有所不同。在思考消費者需求時需要一併考慮主要的受眾特徵。時尚公司為了瞭解消費者需求，並且預測流行驅勢，需要進行市場調查。調查方式可以分為二種：初級（primary）及次級（secondary）。次級市場調查是使用已經整理好的資料，例如根據一本書或文章來進行研究。初級市場調查則是透過問卷、訪問、觀察以及焦點團體來得到資訊。初級市場調查會針對比較大的樣本數量，以確定消費者去購物的動機。
初級市場調查的好處是可以發掘特定品牌消費者的資訊。問卷是很好用的工具，問題可以是開放式或是封閉式。問卷及訪問的缺點是其答案可能會因為問卷的用字或是面對面互動的情形而受到影響，無法反映真實的意見。焦點團體一般是8至12人，可以較深入的討論一些觀點，這是其好處。不過此策略也有缺點，因為樣本數量很少，不容易知道這些人的意見是否有代表性，可以代表大多數人的想法。觀察可以讓一些公司瞭解消費者真正的需求，比較不會有偏差，因為消費者是在進行其日常活動，不一定知道他們正被人觀察。例如用拍攝路人照片的方式來觀察大眾，消費者不會知道今天會被拍攝，因此會以一般的穿著出門。透過觀察可以看出一些模式，讓潮流預測者可以知道其目標消費者的需求以及需要。
瞭解消費者的需要可以增加時尚公司的營收以及獲利。在研究消費者生活的過程中，可以知道消費者的需要，讓時尚品牌知道接下來適合的時尚趨勢。

## 注解
1. ↑  KAISER, SUSAN B. . BLOOMSBURY VISUAL ARTS. 2019. ISBN 978-1350109605. OCLC 1057778310.
2. ↑  Kawamura, Yuniija. . Berg. 2005. ISBN 978-1859738146. OCLC 796077256.
3. ↑  . UK Parliament. 2019. （原始内容存档于2021-05-22）.
4. 1 2 3  . Encyclopedia Britannica.   [2020-06-09]. （原始内容存档于2021-01-23）.
5. ↑  . NYMag.com.   [26 April 2015]. （原始内容存档于2021-03-09）.
6. ↑  Rissman, Rebecca. . ABDO. 2016-08-15  [2020-06-20]. ISBN 9781680774856. （原始内容存档于2021-01-23）.
7. ↑  . classroom.synonym.com.   [2016-05-30]. （原始内容存档于2021-02-28）.
8. ↑  Communications, Edgell. . apparel.edgl.com.   [2016-03-10]. （原始内容存档于2016-02-26）.
9. ↑  Parker, Christopher J.; Wang, Huchen. . Journal of Fashion Marketing and Management. 2016, 20 (4): 487–506  [2020-06-21]. doi:10.1108/JFMM-02-2016-0015. （原始内容存档于2019-05-29）.
10. ↑  . Site Name.   [2016-03-10]. （原始内容存档于2016-03-10）.
11. ↑  . MIT Technology Review.   [2016-03-10]. （原始内容存档于2020-03-13）.
12. ↑  . www.bergfashionlibrary.com.   [2016-03-10]. （原始内容存档于2016-10-22）.
13. ↑  . www.sundaynews.co.zw.   [2016-03-07]. （原始内容存档于2021-01-23）.
14. ↑  Carlos, Marjon. . Vogue.   [2016-03-07]. （原始内容存档于2016-12-21）.
15. 1 2  Dazed. . Dazed.   [2016-03-07]. （原始内容存档于2021-02-09）.
16. ↑  . smallbusiness.chron.com.   [2016-05-30]. （原始内容存档于2021-03-07）.
17. ↑  . Strategyn.   [2016-05-30]. （原始内容存档于2016-09-27）.
18. 1 2  . www.consumerpsychologist.com.   [2016-05-30]. （原始内容存档于2021-03-01）.
19. ↑  Parker, Christopher J.; Wenyu, Lu. . Journal of Fashion Marketing and Management: An International Journal. 2019-05-13, 23 (2): 158–175  [2020-06-22]. ISSN 1361-2026. doi:10.1108/JFMM-09-2017-0093. （原始内容存档于2021-03-08） （英语）.